# Final da Copa América de 2015
A final da Copa América de 2015 foi disputada em 4 de julho no Estádio Nacional de Chile, em Santiago. Esta final foi disputada pelo próprio anfitrião, Chile contra a Argentina, pela primeira vez na história do novo formato. O Chile se sagrou campeão após uma disputa de pênaltis e com isso garantiu vaga para a Copa das Confederações FIFA de 2017, na Rússia.

## Caminhos até a final
| Pos. | Seleção | Pts | J | V | E | D | GP | GC | SG |
| ---- | ------- | --- | - | - | - | - | -- | -- | -- |
| 1    | Chile   | 7   | 3 | 2 | 1 | 0 | 10 | 3  | +7 |
| 2    | Bolívia | 4   | 3 | 1 | 1 | 1 | 3  | 7  | –4 |
| 3    | Equador | 3   | 3 | 1 | 0 | 2 | 4  | 6  | –2 |
| 4    | México  | 2   | 3 | 0 | 2 | 1 | 4  | 5  | –1 |

| Pos. | Seleção   | Pts | J | V | E | D | GP | GC | SG |
| ---- | --------- | --- | - | - | - | - | -- | -- | -- |
| 1    | Argentina | 7   | 3 | 2 | 1 | 0 | 4  | 2  | +2 |
| 2    | Paraguai  | 5   | 3 | 1 | 2 | 0 | 4  | 3  | +1 |
| 3    | Uruguai   | 4   | 3 | 1 | 1 | 1 | 2  | 2  | 0  |
| 4    | Jamaica   | 0   | 3 | 0 | 0 | 3 | 0  | 3  | –3 |

## Partida
| 4 de julho | Chile | 0 – 0 (pro) | Argentina | Estádio Nacional de Chile, Santiago |
| 17:00      |       | Relatório]  |           | Árbitro: COL Wilmar Roldán (FIFA)   |

| Chile | Argentina |

|                                  |       | Penalidades          |  |
| Fernández Vidal Aránguiz Sánchez | 4 – 1 | Messi Higuaín Banega |  |

| G              | 1  | Cláudio Bravo    |     |     |
| Z              | 17 | Gary Medel       | 44' |     |
| Z              | 5  | Francisco Silva  | 24' |     |
| Z              | 21 | Marcelo Díaz     | 34' |     |
| Ala            | 4  | Maurício Isla    |     |     |
| M              | 8  | Arturo Vidal     |     |     |
| M              | 20 | Charles Aránguiz | 87' |     |
| M              | 10 | Jorge Valdivia   |     | 75' |
| Ala            | 16 | Jean Beausejour  |     |     |
| A              | 11 | Eduardo Vargas   |     | 95' |
| A              | 7  | Alexis Sánchez   |     |     |
| Substitutos:   |    |                  |     |     |
| G              | 12 | Paulo Garcés     |     |     |
| G              | 23 | Johnny Herrera   |     |     |
| L              | 2  | Eugenio Mena     |     |     |
| L              | 3  | Miiko Albornoz   |     |     |
| Z              | 13 | José Rojas       |     |     |
| Z              | 6  | Fuenzalida       |     |     |
| M              | 14 | Matías Fernández |     | 75' |
| M              | 16 | David Pizarro    |     |     |
| M              | 19 | Felipe Gutiérrez |     |     |
| A              | 9  | Mauricio Pinilla |     |     |
| A              | 22 | Ángelo Henríquez |     | 95' |
| Técnico:       |    |                  |     |     |
| Jorge Sampaoli |    |                  |     |     |

| G               | 1  | Sergio Romero     |     |     |
| L               | 4  | Pablo Zabaleta    |     |     |
| Z               | 15 | Martín Demichelis |     |     |
| Z               | 17 | Nicolás Otamendi  |     |     |
| L               | 16 | Marcos Rojo       | 55' |     |
| M               | 6  | Lucas Biglia      |     |     |
| M               | 14 | Javier Mascherano | 56' |     |
| M               | 21 | Javier Pastore    |     | 81' |
| PD              | 10 | Lionel Messi      |     |     |
| A               | 11 | Sergio Agüero     |     | 74' |
| PE              | 7  | Ángel Di María    |     | 29' |
| Substitutos:    |    |                   |     |     |
| G               | 12 | Nahuel Guzmán     |     |     |
| G               | 23 | Agustín Marchesín |     |     |
| Z               | 2  | Ezequiel Garay    |     |     |
| Z               | 3  | Facundo Roncaglia |     |     |
| Z               | 13 | Milton Casco      |     |     |
| M               | 5  | Fernando Gago     |     |     |
| M               | 8  | Roberto Pereyra   |     |     |
| M               | 19 | Éver Banega       | 91' | 81' |
| A               | 9  | Gonzalo Higuaín   |     | 74' |
| A               | 18 | Carlos Tevez      |     |     |
| A               | 20 | Erik Lamela       |     |     |
| A               | 22 | Ezequiel Lavezzi  |     | 29' |
| Técnico:        |    |                   |     |     |
| Gerardo Martino |    |                   |     |     |

Bandeirinhas:

COL Alexander Guzmán

COL Christian de la Cruz

Quarto árbitro:

VEN José Argote

Árbitro reserva:

ECU Christian Lescano